# Ligia Dumitrescu
Ligia Dumitrescu (n. 29 august 1936, București, România – d. 14 aprilie 2020) a fost o actriță română de teatru și de film. A absolvit Universitatea Națională de Artă Teatrală și Cinematografică „Ion Luca Caragiale” din București în 1963 la clasa profesorilor Lidia Ionescu, Ion Cojar și Radu Penciulescu. Cea mai mare parte din carieră și-a petrecut-o la Teatrul Municipal Bacovia din Bacău, fiind denumită Societar de Onoare al acestuia în anul 2009.

## Filmografie
- Dreptate în lanțuri (1984)
- Pas în doi (1985)
- Domnișoara Aurica (1985)
- Noiembrie, ultimul bal (1989)
- Nunta mută (2008)
- Domnișoara Christina (2013)